# Cocaine Mafia
Cocaine Mafia è un mixtape collaborativo dei rapper French Montana, Juicy J e Project Pat, pubblicato il 19 dicembre 2011 dalle etichette Coke Boys, Hypnotize Minds e Evil Empire.

## Antefatti
Il mixtape è stato annunciato da French Montana il 14 luglio del 2010.
Il 29 agosto 2010 è stato pubblicato il video ufficiale di Is You Kiddin Me? con DJ Paul sul canale ufficiale YouTube di Juicy J.
Il 31 gennaio 2011 French ha rivelato a MTV News che il suo recente singolo Choppa Choppa Down con Waka Flocka Flame, estratto dal mixtape Coke Boys dell'anno precedente, avrebbe dovuto essere in origine una collaborazione tra lui, Juicy J e Project Pat.
È il quarto mixtape pubblicato nel 2011 da Juicy J e il terzo per French Montana.

## Tracce
Tutti e 3 gli artisti compaiono in tutte le tracce, salvo dove diversamente indicato.
1. Juicy J – Cocaine Mafia Intro – 2:29
2. French Montana & Juicy J – Catch Ya Later – 2:58 (musica: Juicy J)
3. You Need Haters – 3:21 (musica: Katt Williams)
4. Do It – 3:38 (musica: Harry Fraud)
5. All She Want Is Money – 3:31 (musica: Juicy J)
6. Helicopter – 3:49
7. Alright – 3:06 (musica: Sanat)
8. Is You Kiddin Me? (feat. DJ Paul) – 4:21 (musica: Lex Luger)
9. Self Made (feat. Akon) – 4:33
10. Weed and Hennesy – 3:42
11. I'm Guttah Bra – 4:12 (musica: Juicy J)
12. If It Comes Down to It – 3:48
13. Money, Weed, Blow – 4:50 (musica: Juicy J)
14. Choppa Choppa Down – 5:18 (musica: Billionaire Boyscout)
15. French Montana & Juicy J – Drop That – 2:33
16. French Montana & Juicy J – Full Of Everything (feat. Chinx) – 4:19 (musica: Harry Fraud)
17. Morning Paper – 3:48 (musica: Juicy J)
18. French Montana & Juicy J – Straight Cash (feat. Gucci Mane) – 4:25 (musica: J.Cardim)

### Annotazioni
- I'm Guttah Bra contiene un'intro di Gucci Mane[4]
- Choppa Choppa Down è la versione originale dell'omonima canzone estratta dal mixtape Coke Boys del 2010[5]
- Su Spotify la traccia Self Made è assente[6]